# The Secret Kiss
The Secret Kiss je britský hraný film z roku 2017, který režíroval Richard Mansfield podle vlastního scénáře. Snímek měl světovou premiéru 20. září 2017.

## Děj
Ray dochází na sezení k psychiatrovi, které ho léčí pomocí hypnózy. Ve snech se Ray dostává do tajemného lesa plného plného podivných postav v pláštích a maskách, kde potkává i Paula. Snaží se dozvědět víc o Paulovi i o tajemných postavách.

## Obsazení
| Tom Beedim       | Ray    |
| Freddie Wintrip  | Paul   |
| Daniel Mansfield | doktor |
| Sert Fetti       | Steve  |